# 소닉 유스
소닉 유스(Sonic Youth)는 1981년 미국 뉴욕시에서 결성된 록 밴드이다. 설립 멤버로는 서스턴 무어 (보컬, 기타), 킴 고든 (베이스, 보컬, 기타), 리 레날도 (기타, 보컬)가 있고, 이들은 남은 밴드 역사를 함께 했으며, 드럼에 스티브 셀리가 1985년 잠시 합류할 동안, 점차 중심 멤버로 자리잡게 되었다. 짐 오루크 (기타)가 1999년에서 2005년까지 멤버로 있기도 했다.
소닉 유스는 형태가 잡힌 록 밴드이기 전에, 실험적인 노 웨이브 예술 및 음악 신에서 등장했으며, 점차 미국 노이즈 록 신에서 중요한 밴드가 되어갔다. 소닉 유스는 드럼 스틱이나 스크류드라이버를 이용한 프리페어드 기타와 다양한 방법의 변칙적 기타 튜닝으로 악기의 음색을 변화시키며 “기타가 할 수 있는 것을 재정의했다”는 찬사를 받았다. 밴드는 얼터너티브 록과 인디 록 활동에 어떤 중요한 역할을 할 수 있을지 고민했다.
1980년대 후반 SST 레코드에서 발매한 음반들로 평단의 찬사를 받음은 물론, 언더그라운드의 전폭적 지지를 얻고 난 후, 밴드는 1990년대에 메이저 레이블 DGC 레코드에 속하였으며, 1995년 롤라팔루자 페스티벌의 헤드라이너로 서면서, 1990년대와 2000년대 메인스트림에서 성공을 경험했다. 2011년, 레날도는 부부였던 고든과 무어의 관계가 갈라지면서 밴드가 “잠정 해체”되었다고 밝혔다. 2014년 5월에 서스턴 무어는 입장을 분명히 했다. “소닉 유스는 활동을 중단한다. 소닉 유스는 민주적인 밴드로서, 긴 시간 나와 킴은 우리의 문제를 해결하려 노력했지만, 밴드는 제대로 돌아갈 리가 없었다.” 고든은 2015년 발간한 자서전 《Girl in a Band》에서 밴드가 “해체”되었다고 여러 번 밝혔다.

## 역사

### 결성 및 초기: 1977-1981
1977년 초, 기타리스트 서스턴 무어가 뉴욕 시로 이사한 직후, 그는 《Room Tone》이라는 그룹을 그의 한 룸메이트와 함께 결성하는데, 그 룸메이트는 나중에 그들의 이름을 《Coachmen》이라고 바꾸기도 했다. Coachmen이 깨지고 나서, 무어는 CKM이라는 밴드에 스탠튼 미란다와 함께 연주를 해보는데, 거기에 킴 고든이 있었다. 무어와 고든은 밴드를 결성하는데 1981년 소닉 유스라는 이름으로 정착하기 전까지 《Male Bonding》이나 《Red Milk》 그리고 《Arcadians》 등의 이름을 거쳤다. 밴드 이름은 MC5의 멤버 프레드 “소닉” 스미스와 레게 아티스트 빅 유스에서 “유스”를 합친 것이다. 고든은 훗날 이렇게 회상했다. “서스턴은 곧 소닉 유스라는 이름과 함께 우리가 드러내고 싶었던 것에 더욱 가까운 사운드를 정립시켰다.” 밴드는 1981년 뉴욕의 화이트 칼럼 갤러리에서 열린 노이즈 페스티벌 무대에 섰는데, 그곳에서 리 레날도가 글렌 블랑카의 일렉트릭 기타 앙상블 멤버로서 연주하기도 했다. 무어는 그들의 무대를 통해 받은 감명을 이렇게 묘사했다. “내 삶에서 본 가장 흉포한 기타 밴드였다.” 그는 곧 레날도에게 자기 밴드로 가입할 것을 권유했다. 새로운 삼인조는 일주일 후 그 페스티벌에서 세 개 노래를 드러머 없이 연주했다. 리처드 에드슨이라는 드러머를 만나기 전까지 밴드의 각 멤버는 돌아가며 드럼을 쳤다.

### 초기 작 발매: 1982-1985
블랑카는 그의 음반사인 네트랄 레코드의 첫 활동으로 소닉 유스와 계약하였다. 1981년 12월 그룹은 뉴욕에 있는 라디오 시티 뮤직 홀에서 다섯 곡을 녹음하였다. 그것이 《Sonic Youth》 EP였는데, 대체적으로 반응이 없었고, 미국 언론의 몇몇 중요 인사들에게 보내져, 형식적인 호평만 받았을 뿐이었다. 그 앨범은 그들이 훗날 발표한 작품들에 비하면 꽤 그럴 듯한 포스트펑크 스타일이었다. 그들의 첫 번째 작품 발표 이후, 에드슨은 연기 활동을 위해 탈퇴하고 그 자리를 밥 벌트가 대체하였다.
그들의 초기 활동 시기 동안 뉴욕 음악 신에서는, 소닉 유스가 동료 뉴욕 노이즈 록 밴드인 스완스와 친분을 형성했다. 두 밴드는 같은 리허설 장소를 공유했으며, 소닉 유스는 스완스가 지원하는 그 첫 번째 투어에 합류하게 되었는데, 1982년 11월부터 2주간 미국 남부를 순회하는 것이었다. 밴드가 스완스와 함께 한 달 간 미국 중서부를 도는 두 번째 투어를 진행하는 동안, 긴장이 고조되었고, 무어는 벌트가 “이곳에 어울리지 않는다”는 느낌이 들 정도로 드럼 연주를 계속해서 비판했다. 벌트가 해고되고 나서 짐 스크라브노스로 대체되었는데, 그는 밴드의 첫 정규앨범 《Confusion Is Sex》에서 데뷔 EP에 비해 극적으로 더 요란해지고 더 불협화음이 나오는 사운드를 제공했다. 소닉 유스는 1983년 여름, 2주 간의 유럽 투어를 준비했다. 한 편, 스크라브노스는 바로 몇 달 후에 탈퇴하게 된다. 그룹은 벌트에게 재가입 의사를 물었고, 그는 그 투어가 끝날 때까지는 다시 해고되지 않는다는 조건을 걸며 동의한다. 벌트는 《Kill Yr Idols》 EP에서 연주하게 된다.
소닉 유스는 유럽에서 그들 자신에 대한 호의적인 반응을 찾아냈으나, 뉴욕 언론은 대체적으로 로컬 노이즈 록 신을 무시하고 있었다. 결국엔 언론에서도 그 장르를 알아보게 되었고, 소닉 유스는 《Big Black》이나 《Butthole Surfers》 그리고 《Pussy Galore》 같은 밴드들과 엮이며, 빌리지 보이스의 필자 로버트 크리스트가우에 의해 “육갑(pigfucker)”이라는 딱지를 받게 된다. 9월 뉴욕에서 있었던 열악한 공연 이후, 빌리지 보이스의 다른 필자는 그것에 혹평을 주었다. 고든은 경멸을 담아 그 언론에 편지를 보냈는데, 로컬 음악 신을 지원하지 않는 것을 비판하는 내용이었고, 크리스트가우가 언론은 그 신을 지원할 의무가 없다고 말한 것을 얘기하는 거였다. 무어는 “Kill Yr Idols”라는 노래 제목을 “I Killed Christgau With My Big Fucking Dick(나는 내 거대한 좆으로 크리스트가우를 죽였다)”라고 개명하며 복수했고 결국, 밴드와 크리스트가우는 둘이 만나서 사이 좋게 의견 차이를 정리했다.
1984년 유럽에서 다른 투어를 돌면서, 소닉 유스는 런던에서 끔찍한 데뷔 무대를 가지며 사운즈와 NME에서 분노 섞인 혹평이 나오게 되었다. (그 무대에서 멤버들의 장비들이 고장났었고 그에 따라 무어는 화가 나서 무대 위 장비들을 박살내버렸다.) 시간이 흘러 뉴욕으로 돌아왔더니, 거의 매주 그들이 오르는 무대마다 성황을 이뤘다. 같은 해, 무어와 고든은 결혼했고, 소닉 유스는 《Bad Moon Rising》을 발매한다. 이 앨범은 자칭 “미국적인 것”으로서 당시 국가정세에 대한 반작용 역할을 했다. 마틴 비시가 녹음을 맡은 이 앨범은 무어 혹은 레날도가 무대 위에서 자기 악기를 조율하느라 바쁜 동안 다른 기타리스트가 시간을 끌기 위해 고안한 과도기적인 곡들을 중심으로 제작되었다. 그 결과, 레코드상의 곡들 사이에는 거의 휴식 시간이 없으며, 피드백의 벽과 쿵쿵거리는 리듬이 특징적이다. Bad Moon Rising은 리디아 런치를 앞세운 곡 “Death Valley '69”을 싱글 컷 곡으로 선정했는데, 이 곡은 찰스 맨슨 패밀리의 살인자들로부터 영감을 받아 쓰여졌다. 곡은 그들의 거친 성질과 당대에 흔치 않던 소재를 포함하고 있음에도, 밴드는 이 곡을 비교적 전통적인 것으로 여겼다. 그들이 속했던 네트랄 레코드로부터 논란의 여지가 있는 저작권료 분쟁이 생기며 블랑카와 불화를 겪고나서, 그들은 제라드 코슬로이의 홈스테드 레코드와 계약했으며 영국의 블래스트 퍼스트와도 계약한다. (창립자 폴 스미스가 소닉 유스 음반을 유럽에 배포하는 걸 단순화 하려고 만든 레이블이다.) 이 동안에 뉴욕 언론은 Bad Moon Rising과 그 발매 소식을 무시했는데, 지금 밴드 관점에서 보자면 너무 격식 없고 가식적이었다. 한편 영국에선 소닉 유스가 평단의 환호를 받으며 새 앨범이 6개월만에 5000개가 팔려나갔다.
1년이 지나는 동안 Bad Moon Rising을 연주하느라 질려버렸다고 선언한 밥 벌트는 그룹을 관두었고, 그 자리를 펑크 록 그룹 크루시퍼커의 멤버였던 스티브 셀리가 대체하였다. 밴드는 셀리의 연주를 보고 깊이 감명 받아 따로 오디션을 거치지 않고 바로 라이브 현장에 투입시켰다. 벌트는 소닉 유스와 좋은 시간을 가졌다고 회상하며 그와 셀리 둘 모두 “Death Valley '69” 뮤직 비디오에 등장하였고, 그 뮤직 비디오가 만들어질 당시 그룹의 드러머가 셀리였음에도, 벌트가 그 뮤직 비디오에서 드럼을 연주하였다.

### SST 레코드에서 에니그마까지: 1986–1989
소닉 유스는 인디 레이블 SST 레코드에 긴 시간 강한 매력을 느꼈다. 레날도는 이렇게 말했다. “그곳은 우리가 있었던 곳 중에 우리가 무엇이든 바칠 수 있었던 첫 음반사였다.” 소닉 유스는 결국 1988년 초에 그 레이블과 계약하며 같은 해 5월에 마틴 비시와 함께 《EVOL》을 녹음하기 시작했다. 밴드는 SST와 계약하면서 전국적인 관심을 얻었고, 뉴욕 언더그라운드 밴드로서는 처음으로 이 같은 주목을 받았다. 주류 음악 언론들은 그 후 그 밴드에 주목하기 시작했다. 뉴욕 타임스의 필자 로버트 파머는 소닉 유스를 두고 “지미 헨드릭스 이후 가장 놀랍도록 독창적인 기타 기반 음악을 연주하는 팀”이라 하였고 피플지는 EVOL 앨범에 대해 “유해 폐기물 처리장 같은 청각 효과”라는 평을 남겼다. 이 앨범은 곧 닐 영으로부터 “고전”이라 불리게 된다.
그와중에, 밴드는 《치코니 유스》라는 다른 이름으로 마이크 와트와 합동 작업을 했는데, 치코니란 팝 가수 마돈나가 태어날 때 받은 성씨를 뜻한다. 치코니 유스는 1988년 해체 전까지 한 장의 싱글과 한 장의 스튜디오 앨범을 발표했다.  싱글 “Into the Groove(y)”는 마돈나가 찍힌 사진을 커버로 차용하여, “Into the Groove”라는 곡과 두 개의 B사이드 곡을 수록하여 1986년 발매되었다. 치코니 유스의 《The Whitey Album》에는 로버트 파머의 곡을 커버한 “Addicted to Love”라는 곡이 수록되었는데, 이것은 노래방에서 녹음한 것이었다.
1987년 발표한 소닉 유스의 앨범 《Sister》는 SF 작가 필립 K. 딕의 삶과 작품들에게서 영감을 받은 자유분방한 콘셉트의 앨범이었다. “Sister”라는 제목은 필립 K. 딕의 온 삶을 아픈 기억에 시달리도록 만든, 그의 요절한 이란성 쌍둥이를 뜻한다. “Sister”는 6만 장을 판매하며 매우 호평을 받았으며, 이 앨범은 소닉 유스 앨범 중에서도 처음으로, 빌리지 보이스의 한 연례 투표 코너인 《Pazz & Jop》의 상위 20위에 들어간 앨범이 되었다.
평단에서 이런 성공을 거두었음에도 불구하고, 밴드는 레이블 SST와 재정 및 행정 처리 문제로 마찰을 빚어야 했다. 소닉 유스는 자신들의 다음 앨범을 《에니그마 레코드》에서 발매하기로 결심하는데, 이곳은 EMI가 소유한 캐피틀 레코드가 유통을 담당하는 곳이었다. 1988년 더블 LP로 발매된 앨범 《Daydream Nation》은 소닉 유스에게 평단의 극찬과 성공적인 작품적 성과를 안겨다주었다. 이 앨범은 “Pazz & Jop”에서 2위에 등재되는가 하면, NME, CMJ, 멜로디 메이커 등 여러 언론에서 올해의 앨범 리스트를 뽑을 때 상위에 올리기도 했다. 2005년에는 미국 의회도서관 영구 등재 앨범에 이름을 올린 50개의 음반 중 하나로 선정되었다. 이 앨범에서 리드 싱글을 맡은 “Teen Age Riot”은 모던 록 및 칼리지 록 분야에서는 처음으로 라디오 주요 시간대에 송출되기도 했으며, 빌보드 모던 록 차트에선 20위를 기록했다. 롤링 스톤을 비롯한 여러 주요 잡지에서 Daydream Nation을 지난 십년 간 최고의 앨범 중 하나라고 칭송했으며, 소닉 유스를 핫 이슈를 부르는 “뜨거운 밴드”라 칭하였다. 안타깝게도, Daydream Nation은 껄끄러운 유통 때문에 음반 매장에서 찾기 힘들어지는 일이 자주 발생하였다. 무어는 에니그마 레코드를 “싸구려 마피아 조직”이라 여기며 밴드를 받아줄 메이저 레이블을 찾기 시작했다.

### 메이저 진출과 함께 얼터너티브 아이콘이 되다: 1990–1999
1990년에는 이들이 게펜 레코드에서 처음으로 낸 앨범인 《Goo》를 발표한다. 이 앨범은 싱글 “Kool Thing”을 담고 있으며, 이 곡은 퍼블릭 에너미의 척 D가 게스트로 출연하기도 했다. “Kool Thing”은 이후 영화 심플 맨과 비디오 게임 기타 히어로 3: 레전드 오브 락에 수록되었으며, 비디오 게임 록 밴드에서도 유료 다운로드로 지원하였다. 이 음반은 이들의 이전 앨범들에 비해 입문하기 쉬운 앨범으로 여겨졌으며, 당시로선 이 밴드의 앨범 중에서 가장 많이 팔린 앨범이 되었다.
1992년에는 DGC 레코드에서 《Dirty》 앨범을 발표한다. 그들의 영향력은 지속적으로 유행을 이끌어갔으며, 그 중심에 스케이트보드 비디오로 유명한 스파이크 존즈가 “100%”의 뮤직 비디오 감독을 맡은 것과, 스케이트보드 고수 제이슨 리를 출연시킨 걸 빼놓을 수 없다. 이 노래와 “JC”라는 수록곡은 블랙 플래그의 공연 매니저이자 소닉 유스 멤버들과 친구였던 조 콜이 살해당한 사건을 다루고 있다. 이 앨범의 표지는 로스앤젤레스의 미술가 마이크 켈리가 맡았다. Dirty 앨범 수록곡 중 “Youth Against Fascism”은 이안 맥케이가 참여하기도 했다. 1993년에는 레드 핫이 제작을 맡은 에이즈 환자들을 위한 자선 앨범 《No Alternative》에 “Burning Spear”라는 곡을 제공하기도 했다.
1994년 밴드는 《Experimental Jet Set, Trash and No Star》 앨범을 발표하는데, 이는 당시 밴드에게 있어 가장 많이 팔린 작품이었으며, 빌보드 200 차트에서 34위를 기록하였다. 무어와 고든의 딸 코코 헤일리 무어가 당해 태어났으며, 이로 인해 이 앨범에 많은 곡들이 라이브에서 단 한 번도 연주되지 않았는데, 이는 이 앨범의 활동 기간 동안 고든이 임신을 하고 있어서, 밴드가 투어를 돌 수 없는 상황이었기 때문이다. 1994년에는 카펜터스의 1971년 히트곡 “Superstar”를 커버하여 카펜터스 헌정 음반 《If I Were a Carpenter》과 함께 발매하였다. 소닉 유스는 1995년 롤라팔루자 페스티벌에 홀, 페이브먼트 등과 함께 헤드라이너로 섰다. 이 때 당시 얼터너티브 록은 주류 시장에 관심을 이끌었으며, 이 페스티벌은 1996년 방영된 심슨 가족의 한 에피소드에서 “호머팔루자(Homerpalooza)”로 패러디되었고, 이에 소닉 유스 멤버들이 직접 더빙에 참여하기도 했다. 밴드는 이 에피소드에서 크레딧이 올라갈 때 공연을 맡기도 했다.

1995년 발매된 앨범 《Washing Machine》은 이들의 사운드 변화를 대표하는 앨범으로서, 그들이 추구하던 펑크 록에서 벗어남과 동시에 긴 시간 즉흥 연주를 선보이는 편곡이 돋보인다. 1997년에는 《SYR》이라는 이름 아래 비정규 앨범 시리즈를 발표하기 시작했는데, 곡 제목과 해설지가 다양한 언어로 적혀있었다. 1998년에는 《SYR3: Invito al ĉielo》를 발표하였고 여기에 훗날 밴드의 정식 멤버로 합류하게 될 짐 오루크가 참여하였다. SYR 시리즈의 다양한 노래들이 소닉 유스 공연에서 연주되었고, 훗날 작업하게 될 여러 앨범들에 영감을 주었다. 1998년에는 《A Thousand Leaves》 앨범이 발매되었다.

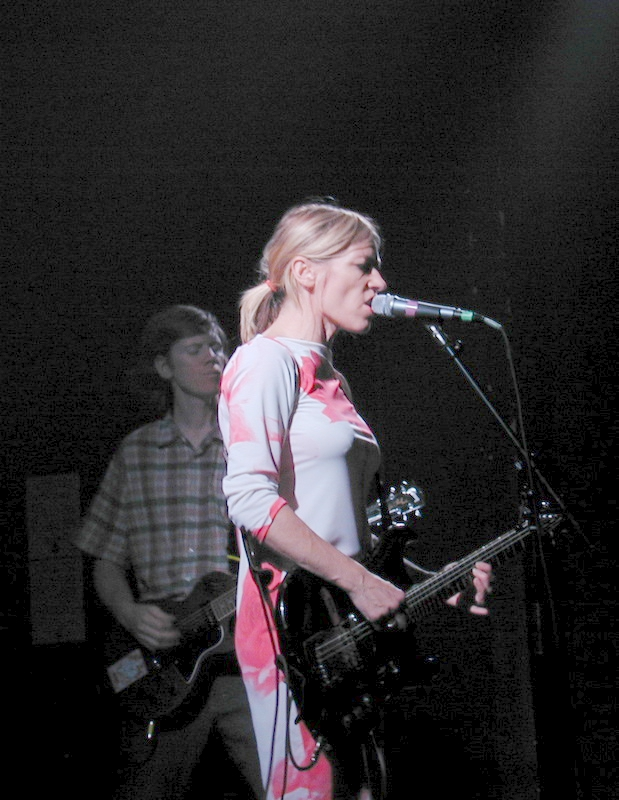
2000년, 코펜하겐에서 공연 중인 소닉 유스

### 후기 DGC 시기: 2000-2006
1999년 4월, 캘리포니아주 오렌지군을 투어하던 소닉 유스는 악기들과 공연 장비들이 도난당하는 사고를 겪게된다. 30개 가량되는 기타와 베이스를 도난당했으며, 이 중 몇 개는 13년이 지나고 나서야 되찾을 수 있었다. 새로운 악기들로 완전히 처음부터 시작해야 했던 그들은 2000년에 《NYC Ghosts & Flowers》 앨범을 발표하며, 펄 잼의 2000년 미국 동부 투어에 오프닝 밴드로 서기도 했다.
2001년, 소닉 유스는 프랑스의 아방가르드 가수이자 시인 브리기트 폰타인의 앨범 《Kékéland》에서 공동 작업을 진행했다. 이듬해 소닉 유스는 올 투모로우스 파티 뮤직 페스티벌의 첫 번째 라인업으로 공개되었으며, 후에 나온 컴필레이션 음반에도 이들의 곡이 수록되었다. 2002년에는 《Murray Street》을 발매하며 밴드가 평소 눈여겨보던 짐 오루크를 정식 멤버로 영입하고 기타, 베이스, 키보드 연주를 맡겼다. 이 기간 동안 밴드는 스캇 크레이 감독의 다큐멘터리 영화 《Kill Your Idols》에 참여했는데, 이는 뉴욕시의 펑크 록 역사를 다룬 작품이었다. 이 영화는 2004년에 개봉했다.
2003년에는 밴드 이레이즈 에라타와 함께 스플릿 7인치 싱글을 발매했다. 다음 앨범인 《Sonic Nurse》가 2004년에 발매되었다. 밴드는 2004년에 롤라팔루자 페스티벌 투어에서 픽시즈, 플레이밍 립스 같은 밴드들과 활동할 예정이었지만, 티켓 판매 부진으로 투어가 취소되었다. 짐 오루크가 2006년 탈퇴하고, 그 자리에 전 페이브먼트 멤버인 마크 이볼드가 투어 목적으로 합류하였다.

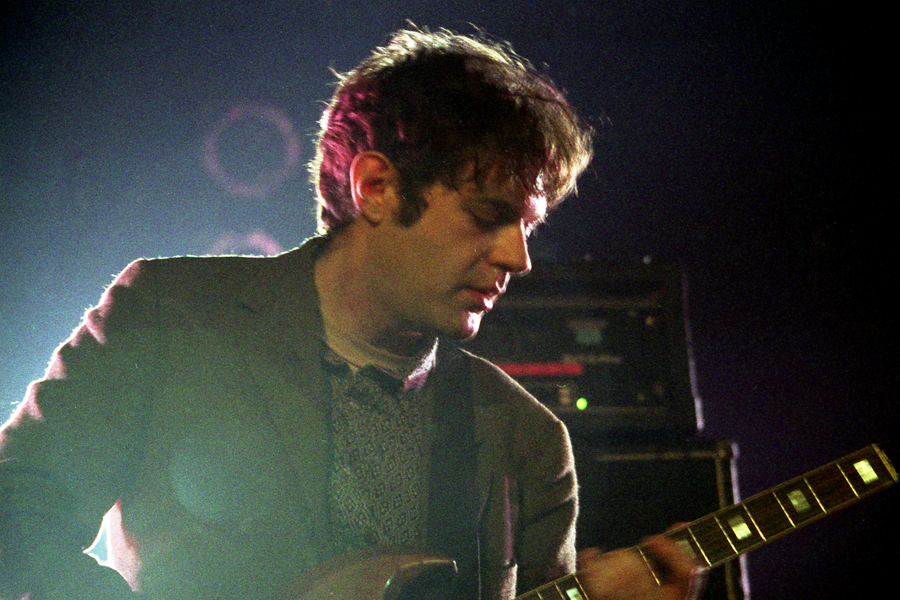
2004년 소닉 유스 콘서트에서 연주하고 있는 짐 오루크

《Rather Ripped》 앨범이 2006년에 발매되었고 밴드의 초기 사운드로 회귀하는 모습을 보여주었는데, 이는 짐 오루크의 탈퇴와 더불어 1999년에 악기들을 도둑 맞은 결과에 의한 것이었다. 소닉 유스는 당해 부나루 페스티벌 무대에 서기도 했다. 2006년 12월 《Destroyed Room: B-Sides and Rarities》을 발매하였다. 이 컴필레이션 음반은 오직 바이닐에서만 들을 수 있었던 곡들과 한정판 컴필레이션 음반들에 수록되었던 곡들, 국제판 싱글에 수록된 B사이드 곡들, 그리고 발표된 적이 한 번도 없었던 미발표곡들이 수록되었다. 이 음반은 밴드가 게펜 레코드에서 마지막으로 발매한 앨범이 되었다.

### 마타도르 시기: 2007-2011
2007년에는 중국의 공연 기획사인 스플릿 워크스에서 주최하는 투어에 참여하게 되면서, 중국에서 공연을 펼치는 초창기 대형 록 밴드가 되었다. 2008년에는 스타벅스 뮤직에서 제작을 맡은 《Hits Are for Squares》라는 컴필레이션 음반을 다른 유명인사들과 함께 참여하여 발매하였다. 2008년 후반기에 밴드는 게펜 레코드와의 인연을 정리하였는데, 이는 레이블 측에서 소닉 유스의 지난 앨범들을 제대로 홍보해주지 않은 것에 대한 불만이 커진 탓이었다. 그 후 밴드는 독립 레이블 마타도르 레코드와 계약하고, 2009년에 앨범 《The Eternal》을 발매한다. 이 기간 동안 밴드는 멀스 커닝햄에게 존경을 표하기 위해 개최한 멀스 커닝햄 댄스 컴퍼니에서 공연을 펼치며, 존 폴 존스와 합동 작업을 하기도 하였다. 2010년에는 프랑스의 스릴러 드라마 영화인 《Simon Werner a Disparu》에 사운드트랙을 담당하였고, 이는 칸 영화제에서 상영되었다. 이 사운드트랙은 2011년에 SYR 시리즈의 일환으로서 《SYR9: Simon Werner a Disparu》라는 이름으로 발매되었다.

### 해체: 2011-2013

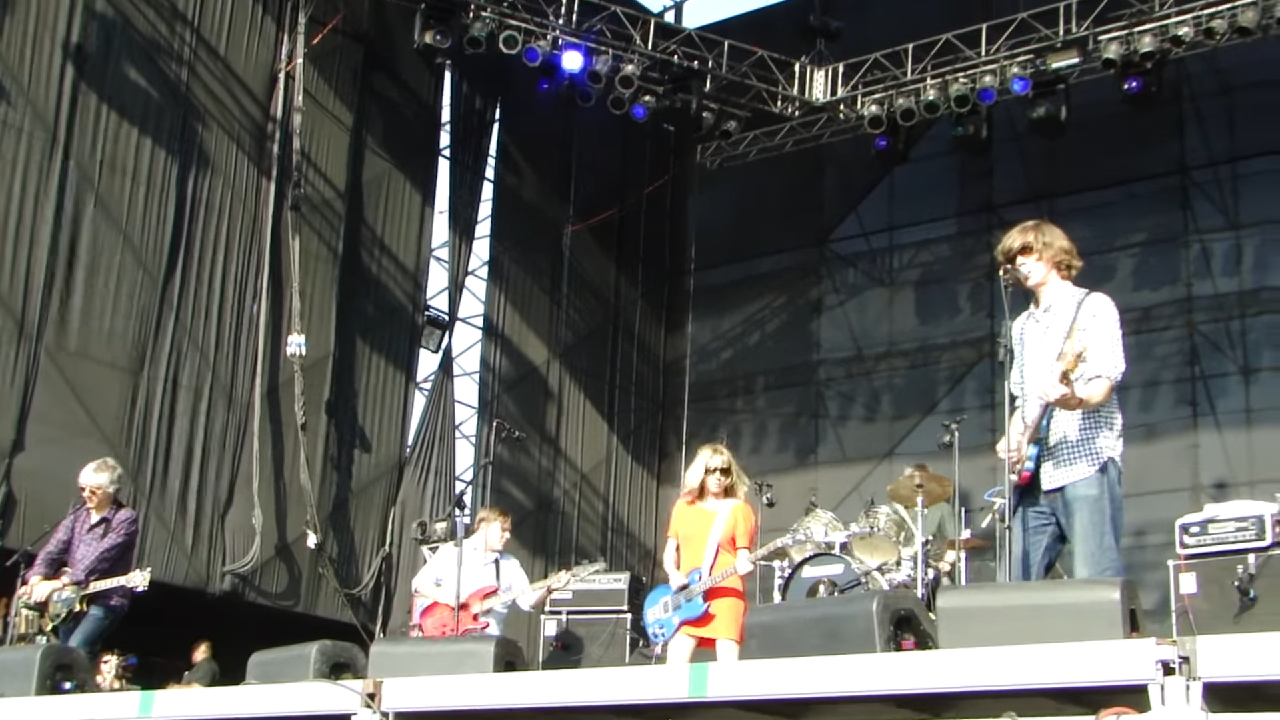
2011년 11월 칠레 산티아고에서 공연 중인 소닉 유스

2011년 10월 15일, 킴 고든과 서스턴 무어는 27년 간의 결혼 생활 끝에 갈라서기로 선언하였다. 소닉 유스의 레이블이었던 마타도르 레코드 측에서는 밴드의 향후 계획이 “불투명”하다고 설명했으며, 그럼에도 불구하고 당해 후반기 즈음엔 그들이 새로운 음반을 발표할 것 같은 낌새가 있었다고 밝혔다. 소닉 유스는 2011년 11월 14일 브라질 상파울루에서 열린 SWU 뮤직 앤 아트 페스티벌에서 마지막 공연을 진행했다. 그 다음주, 리 레날도는 소닉 유스가 “당분간 활동을 중단”할 것이라는 입장을 전했다.

### 해체 이후 활동들: 2013-현재
2013년 11월, 레날도는 소닉 유스의 재결합 가능성을 묻는 질문에 이렇게 답했다. “유감스럽게도 힘들 것 같다. 모두들 자기들이 맡은 프로젝트에 바쁜 탓도 있고, 서스턴과 킴의 관계가 갈라진 후에는 다같이 모이는 것이 더욱 힘들어졌다. 소닉 유스가 편히 쉴 수 있게 해달라.” 서스턴 무어는 2014년 5월에 이 문제에 대한 입장을 더욱 분명하게 전했다. “소닉 유스는 활동을 중단한다. 소닉 유스는 민주적인 밴드로서, 긴 시간 나와 킴은 우리의 문제를 해결하려 노력했지만, 밴드는 제대로 돌아갈 리가 없었다.” 2015년 킴 고든의 자서전 《Girl in a Band》에서는 밴드가 좋은 의도로 “해체”되었다고 여러번 밝혔다.
2019년 6월 25일, 뉴욕 타임스는 2008년 유니버설 스튜디오 화재 사건에 의해 소닉 유스를 비롯하여 백 명이 넘는 아티스트의 자료들이 소실되었다는 소식을 전했다. 2020년 코로나바이러스감염증-19 범유행 사태 때, 소닉 유스는 앨범 Sonic Nurse의 미술 작업들을 이용하여 공식 마스크 상품을 출시했으며, 이는 브루클린 기금 협회, 베드 스터이 스트롱, 알렉산드리아 오카시오코르테스에게 보낼, 코로나바이러스감염증-19 구호 기금을 마련하기 위한 목적으로 진행되었다. 같은 해, 밴드캠프를 통해 소닉 유스의 역사를 관통하는 여러 라이브 음반들이 광대하게 공개되고 보존되었다.

## 음반 목록

### 정규 음반
- Confusion Is Sex (1983)
- Bad Moon Rising (1985)
- EVOL (1986)
- Sister (1987)
- Daydream Nation (1988)
- Goo (1990)
- Dirty (1992)
- Experimental Jet Set, Trash and No Star (1994)
- Washing Machine (1995)
- A Thousand Leaves (1998)
- NYC Ghosts & Flowers (2000)
- Murray Street (2002)
- Sonic Nurse (2004)
- Rather Ripped (2006)
- The Eternal (2009)

## 같이 보기
- 소닉 유스의 음반 목록